# Ordnance QF 3 lb
Lo Ordnance Quick Fire 3 pounder era un cannone da carro armato britannico di 47 mm di calibro, sviluppato dal cannone navale Ordnance QF 3 pounder Vickers e montato sui carri medi Vickers Mk I, Mk II e Mk III. Venne realizzato con canna lunga 32 calibri e da 40 calibri.